# Tipo textual
Tipo textual ou tipologia textual, também conhecido como sequência textual, é o conjunto de traços linguísticos que caracterizam uma determinada sequência de um texto. Em outras palavras, tipos textuais são segmentos de diferentes características que constituem um texto; segmentos esses que podem ser reconhecidos pelas regularidades no emprego de determinados recursos linguísticos.
A tipologia textual abrange cinco tipos textuais: narrativo, descritivo, expositivo, argumentativo, e injuntivo. Assim, ao contrário do gênero textual que é de quantidade bastante numerosa, o número de tipos textuais é curto e limitado.
Os tipos textuais podem ser encontrados articulados entre si, ou seja, é possível encontrar gêneros textuais que se compõem de um ou mais tipos. Por exemplo, podemos nos deparar com contos em que o tipo textual predominante é o narrativo, mas que também possui o tipo descritivo.
Os tipos textuais "são atitudes enunciativas que acarretam modos característicos de emprego dos recursos linguísticos presentes em um texto ou sequência de texto." (Val, 2007, p.20). Os gêneros textuais, por sua vez, são modelos de texto que circulam na vida social, pois atendem às necessidades comunicativas da humanidade, se renovando ao longo do tempo e podendo surgir novos gêneros a qualquer instante.

## Os tipos textuais

### Tipo textual narrativo
É um tipo textual em que se conta um fato, fictício ou não, que ocorreu num determinado tempo e lugar, envolvendo personagens humanas ou imaginárias, por meio de uma sequência de acontecimentos. Há relação de anterioridade e posterioridade. Nesse tipo textual, é possível identificar elementos narrativos, tais como enredo, narrador, tempo, espaço e personagens. Sua principal característica é a presença de marcadores temporais, que indicam a sequência cronológica dos acontecimentos em antes, durante ou depois. É o tipo textual predominante nos seguintes gêneros textuais: ata, conto, fábula, notícia, piada, relato pessoal e romance.

### Tipo textual descritivo
É um tipo textual em que se faz a enumeração de ingredientes, elementos e objetos presentes num determinado contexto ou a descrição detalhada de um lugar, uma pessoa, um animal e um objeto. A classe morfológica mais utilizada nesse tipo textual é o adjetivo, por conta de sua função caracterizadora. Não há relação de anterioridade e posterioridade. Nesse tipo textual, o tempo é estático, não havendo antes, durante ou depois. Sua principal característica, portanto, é a enumeração ou a adjetivação de seres animados ou inanimados. É o tipo textual predominante nos seguintes gêneros textuais: anúncio classificado, cardápio, cartão de visita, currículo, ficha técnica, fotolegenda e guia de viagem.

### Tipo textual expositivo
O tipo textual expositivo envolve a apresentação de ideias ou conceitos de maneira aprofundada. Nesse tipo textual, há a explicação de um tema em particular. Sua finalidade central é explicar temas para um público leitor ou ouvinte que procura aprimorar o conhecimento sobre determinado assunto, sendo utilizado predominantemente para fins didáticos, científicos e educacionais. Sua principal característica é a presença de conectivos explicativos ou conclusivos, de maneira explícita ou implícita. O tipo textual expositivo é encontrado nos seguintes gêneros textuais: artigo de enciclopédia, aula, glossário, material didático, palestra, seminário e verbete de dicionário.

### Tipo textual argumentativo
Esse tipo textual tem a função de persuadir o leitor ou ouvinte, convencendo-o a aceitar uma ideia por meio de estratégias de argumentação. É o tipo textual que inclui a negociação de argumentos favoráveis e contrários a um ponto de vista, objetivando chegar a uma conclusão por meio do convencimento. Geralmente, apresenta verbos na terceira pessoa do singular. Sua principal característica é a presença de operadores argumentativos, que garantem a coerência da ideias defendidas pelo autor. É o tipo textual encontrado nos gêneros textuais: artigo científico, artigo de opinião, debate, dissertação argumentativa, manifesto, resenha crítica e sermão.

### Tipo textual injuntivo
Esse tipo textual indica como realizar uma ação ou prescreve um comportamento. Também é utilizado para predizer acontecimentos ou ainda para se fazer pedidos e dar ordens. Nesse tipo textual, os verbos são geralmente empregados no modo imperativo ou infinitivo. Nota-se também o uso do futuro do presente do modo indicativo ou expressões com o sentido de pedido ou ordem, tais como "não matarás", "é proibido", "é necessário", entre outros. Sua principal característica, portanto, é o emprego de verbos no imperativo ou no infinitivo. Esse tipo textual é encontrado nos gêneros textuais: bula de remédio, horóscopo, lei, manual de instruções, propaganda, receita culinária e requerimento.

## Tipos textuais e outras categorias
Os tipos textuais são de número limitado. Diálogo, relato, entrevista, convite, reportagem, entre outros, são gêneros textuais.
Poesia e prosa são formas literárias ou formas textuais.
As categorias épico, lírico e dramático são gêneros literários.
Geralmente, percebe-se uma confusão entre os conceitos de gênero textual e tipo textual. O tipo textual é o conteúdo do texto e o formato padrão comum dele. Já o gênero textual é a função do texto. Um gênero textual não tem quantidade limitada: pode surgir um novo a qualquer momento. Qualquer pessoa pode "criar" um novo gênero textual, porém, o tipo textual, não.